# Ballou Tabla
Ballou Jean-Yves Tabla (Abidjan, 1999. március 31. –) elefántcsontparti származású kanadai válogatott labdarúgó, az Atlético Ottawa játékosa.

## Pályafutása

### Klubcsapatban
2012-ben került a Montreal Impact akadémiájára, majd 2013 és 2015 között az amatőr Panellinios játékosa volt. Innen tért vissza a Montreal Impacthoz. 2015. november 10-én bejelentették, hogy aláírt a klub második csapatához, amely az USL-ben szerepelt. 2016. április 10-én mutatkozott be a Toronto FC II ellen 2–1-re elvesztett bajnoki mérkőzésen góllal. 2016 februárjában az olasz élvonalbeli Bologna csapatánál járt néhány társával próbajátékon. Áprilisban több neves klub is érdeklődött iránta, az Arsenal, a Manchester City és a Chelsea valamint a spanyol Barcelona. A szezont 21 bajnoki mérkőzéssel zárta és ezeken 5 gólt szerzett.
Október 20-án kétéves szerződést kötött az első csapattal. 2017. március 5-én az MLS-ben is bemutatkozott a San Jose Earthquakes ellen. Április 1-jén]az első gólját is megszerezte a Chicago Fire ellen 2–2-s döntetlennel záruló mérkőzésen. 2018. január 25-én 3+2 éves szerződést írt alá a spanyol Barcelona tartalék csapatával. 2019. január 31-én a szezon végéig kölcsönbe került az Albacete csapatához, amely a spanyol másodosztályban szerepelt. Augusztus 7-én kölcsönbe került volt klubjához a Montreal Impacthoz, majd 2020 januárjában végleg szerződtették. A 2021-es szezon után klubja bejelentette, hogy nem élnek a hosszabbítási opciójukkal. 2022. február 15-én az Atlético Ottawa csapatához szerződött három évre.

### A válogatottban
Az elefántcsontparti Abidjan városában született, de a kanadai Québecben nőtt fel. A kanadai korosztályos válogatott tagjaként részt vett a 2015-ös U17-es CONCACAF-bajnokságon. 2018. október 17-én a Dominikai Közösség elleni 2019–2020-as CONCACAF Nemzetek Ligája selejtező mérkőzésen mutatkozott be a felnőtt válogatottban Jonathan David cseréjeként.